# Sini (cal·ligrafia)

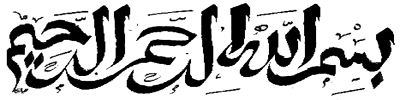
Exemple de cal·ligrafia sini.

La cal·ligrafia sini és una forma d'escriptura àrab dels xinesos musulmans. Encara que sini pot fer referència a qualsevol tipografia àrab xinesa, sol acotar-se a una àmpliament utilitzada en les mesquites de l'est de la Xina. La cal·ligrafia sini té evidents influències de la xinesa i s'escriu amb pinzells de crinera de cavall.
S'ha solgut emprar amb motius florals i formes abstractes que no contrarien als ensenyaments de l'islam.